# Червона Поляна (Чаплинська селищна громада)
Черво́на Поля́на — село в Україні, у Чаплинській селищній громаді Каховського району Херсонської області. Населення становить 898 осіб.

## Історія
Під час організованого радянською владою Голодомору 1932—1933 років померло щонайменше 2 жителі села.
12 червня 2020 року, відповідно до Розпорядження Кабінету Міністрів України від № 726-р «Про визначення адміністративних центрів та затвердження територій територіальних громад Херсонської області», увійшло до складу Чаплинської селищної громади.
19 липня 2020 року, в результаті адміністративно-територіальної реформи та ліквідації Чаплинського району, село увійшло до складу новоутвореного Каховського району.
24 лютого 2022 року село тимчасово окуповане російськими військами під час російсько-української війни.
22 червня 2023 року рішенням Національної комісії зі стандартів державної мови віднесено до списку населених пунктів, які «можуть не відповідати лексичним нормам української мови», зокрема стосуватися «російської імперської чи колоніальної політики». Громаді рекомендовано обґрунтувати доцільність збереження поточної назви або  запропонувати нову назву в установленому законодавством порядку.

## Населення
Згідно з переписом УРСР 1989 року чисельність наявного населення села становила 970 осіб, з яких 464 чоловіки та 506 жінок.
За переписом населення України 2001 року в селі мешкало 887 осіб.

### Мова
Розподіл населення за рідною мовою за даними перепису 2001 року:
| Мова       | Відсоток |
| ---------- | -------- |
| українська | 94,88 %  |
| російська  | 4,34 %   |
| білоруська | 0,56 %   |
| інші       | 0,22 %   |